# Radka Kovaříková
Radka Kovaříková (* 26. Februar 1975 in Brünn) ist eine ehemalige tschechische Eiskunstläuferin, die im Paarlauf startete.
Kovaříková wechselte mit 13 zum Paarlaufen und lief bereits 6 Monate später mit René Novotný. In ihrer ersten Saison zusammen gewann das Paar den Tschechoslovakischen Meistertitel, konnte aber aufgrund des Alters von Kovaříková noch keine internationalen Wettkämpfe bestreiten. Ab 1989 lief Kovaříková auch international an der Seite von René Novotný. Bereits bei ihrer dritten gemeinsamen Weltmeisterschaft gewannen sie 1992 ihre erste Medaille. In Oakland wurden sie Vize-Weltmeister hinter Natalja Mischkutjonok und Artur Dmitrijew. Es war die erste Weltmeisterschaftsmedaille für ein tschechisches Paar seit dem Silbermedaillengewinn von Věra Suchánková und Zdeněk Doležal 1958. Bei den Olympischen Spielen 1992 in Albertville verfehlten sie als Vierte eine Medaille und bei den Olympischen Spielen 1994 in Lillehammer belegten sie den sechsten Platz. Nach vier vierten Plätzen in Folge errang das Paar 1995 in Dortmund seine erste und einzige Europameisterschaftsmedaille, indem sie Vize-Europameister hinter Mandy Wötzel und Ingo Steuer wurden. Ihren größten Erfolg erlebten Kovaříková und Novotný jedoch bei der darauffolgenden Weltmeisterschaft. In Birmingham wurde das von Irina Rodnina trainierte Paar Weltmeister. Sie sind die einzigen tschechischen Paarlaufweltmeister der Geschichte.
Nach ihrem Titelgewinn beendeten Radka Kovaříková und René Novotný ihre Amateurkarriere, heirateten und wechselten zu den Profis. 1995 und 1997 wurden sie Profi-Weltmeister, außerdem traten sie bei Stars on Ice auf und sind bis heute in Eis-Shows auf der ganzen Welt zu sehen.

## Ergebnisse

### Paarlauf
(mit René Novotný)
| Wettbewerb / Jahr            | 1990 | 1991 | 1992 | 1993 | 1994 | 1995 |
| ---------------------------- | ---- | ---- | ---- | ---- | ---- | ---- |
| Olympische Winterspiele      |      |      | 4.   |      | 6.   |      |
| Weltmeisterschaften          | 8.   | 6.   | 2.   | 4.   | 5.   | 1.   |
| Europameisterschaften        | 6.   | 4.   | 4.   | 4.   | 4.   | 2.   |
| Tschechische Meisterschaften |      |      |      |      | 1.   |      |